# Gorō Yamada
Gorō Yamada (jap. 山田 午郎 Yamada Gorō; * 3. März 1894 in Fukushima; † 9. März 1958 in der Tokio) war ein japanischer Fußballspieler und -trainer.

## Karriere
Yamada spielte in der Jugend für die Präfekturale Normalschule Aoyama. Er begann seine Karriere bei Tokyo Shukyu-Dan. Er gewann im Jahr 1921 mit Tokyo Shukyu-Dan den Kaiserpokal.
1925 betreute er die Auswahl Japanische Fußballnationalmannschaft bei den Far Eastern Championship Games 1925 in Manila. (Philippinen (0:4), Republik China (0:2))
Am 9. März 1958 starb er an Hirnblutung in Tokio im Alter von 64 Jahren. 2005 wurde er in die Japan Football Hall of Fame aufgenommen.

## Errungene Titel
- Japan Football Hall of Fame: 2005